# Zbořený Kostelec (hrad)
Zbořený Kostelec je zřícenina hradu nad pravým břehem řeky Sázavy u soutoku s Kamenickým potokem, naproti vesnici Zbořený Kostelec nedaleko Týnce nad Sázavou v okrese Benešov. Hrad stojí na ostrožnovitém návrší v přírodní rezervaci Čížov v nadmořské výšce asi 300 metrů. Od roku 1965 je chráněn jako kulturní památka.

## Historie

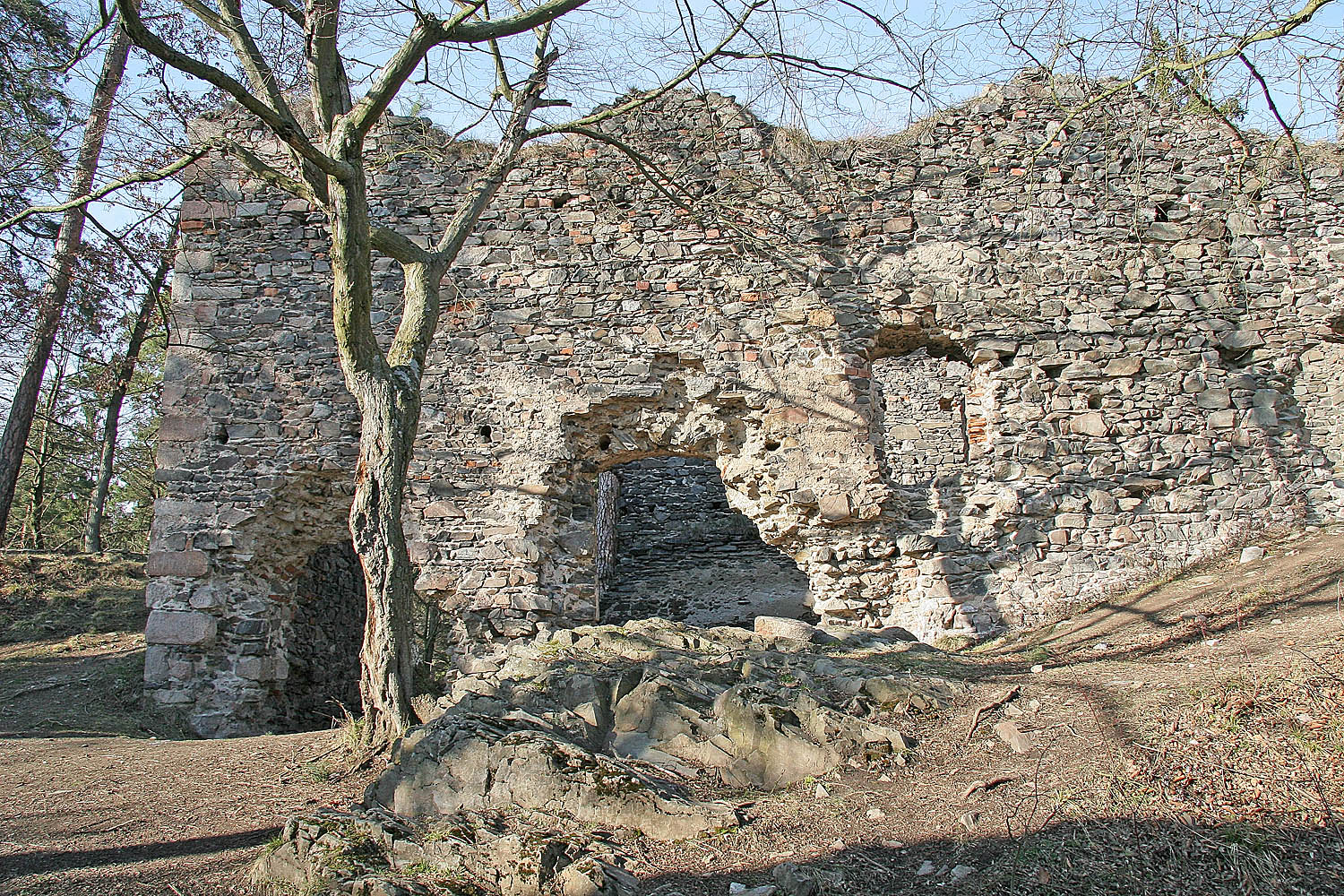
Severní budova v hradním jádře

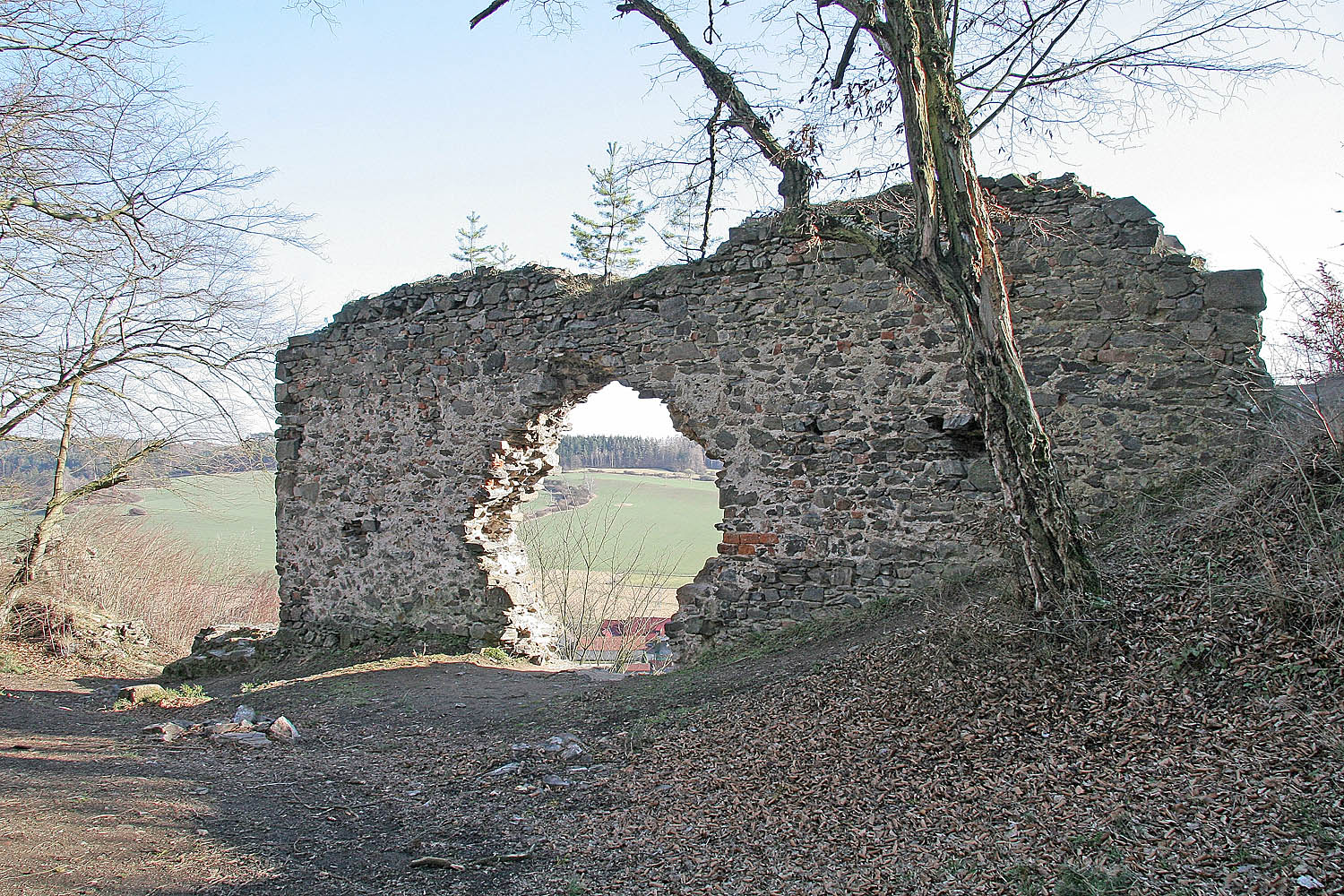
Nádvorní zeď jižní budovy v jádře

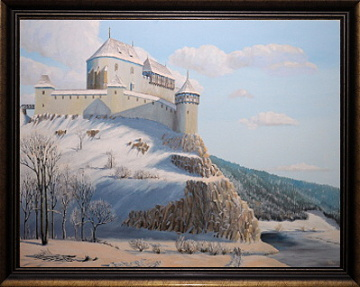
Umělecká rekonstrukce podoby hradu

Hrad pravděpodobně založil v poslední třetině 13. století král Václav II., ale první písemná zmínka pochází až z roku 1342, kdy ho měl v zástavním držení Oldřich Medek z Valdeka. Karel IV. hrad v roce 1356 sice vykoupil zpět, ale brzy jej znovu zastavil a ten vystřídal několik majitelů. Posledním z nich byl od roku 1443 Kuneš Rozkoš z Dubé, který v okolí loupil, a proto byl hrad v roce 1449 obležen. Tomuto obléhání ještě odolal, ale o rok později byl dne 18. května 1450 obležen znovu a o pět dní později dobyt vojskem pod velením pana Zdeňka Konopišťského ze Šternberka, který se stal jeho novým majitelem. Léta 1456 dosáhl zrušení manství a nově ho opevnil jako jeden ze svých vojenských opěrných bodů; později se stal čelným představitelem protipoděbradovské opozice, a proto hrad roku 1467 dobylo a zbořilo královské vojsko.

## Stavební podoba
Hrad prošel složitým stavebním vývojem, který nejsme bez archeologického výzkumu schopni přesně popsat. Spodní část hradu obklopovala hradní jádro ze tří stran. Dochovaná vstupní brána se zbytky točnic mostu a sedilii pochází z doby Kuneše Rozkoše z Dubé, který také nechal postavit okrouhlou věž na skále nad řekou a vybudovat vnější val. Aby bylo možné na val navážet děla, musela být postavena nová branka s mostem přes příkop.
Hradní jádro zaujalo nejvyšší část vrchu. K nejstarší stavební fázi zde patří jen východní hradba; ostatní části jsou mladší. V jihozápadní části stál vysoký palác podepřený opěráky a během úprav Zdeňka Konopišťského zde vznikly další dvě budovy. Dvouprostorový palác na severní straně je dnes nejzachovalejší částí hradu, zatímco budova na protější straně nádvoří nad řekou s výjimkou nádvorní zdi zanikla.
Na severní straně se zachovaly zbytky opevněného ležení vojsk Jiřího z Poděbrad.

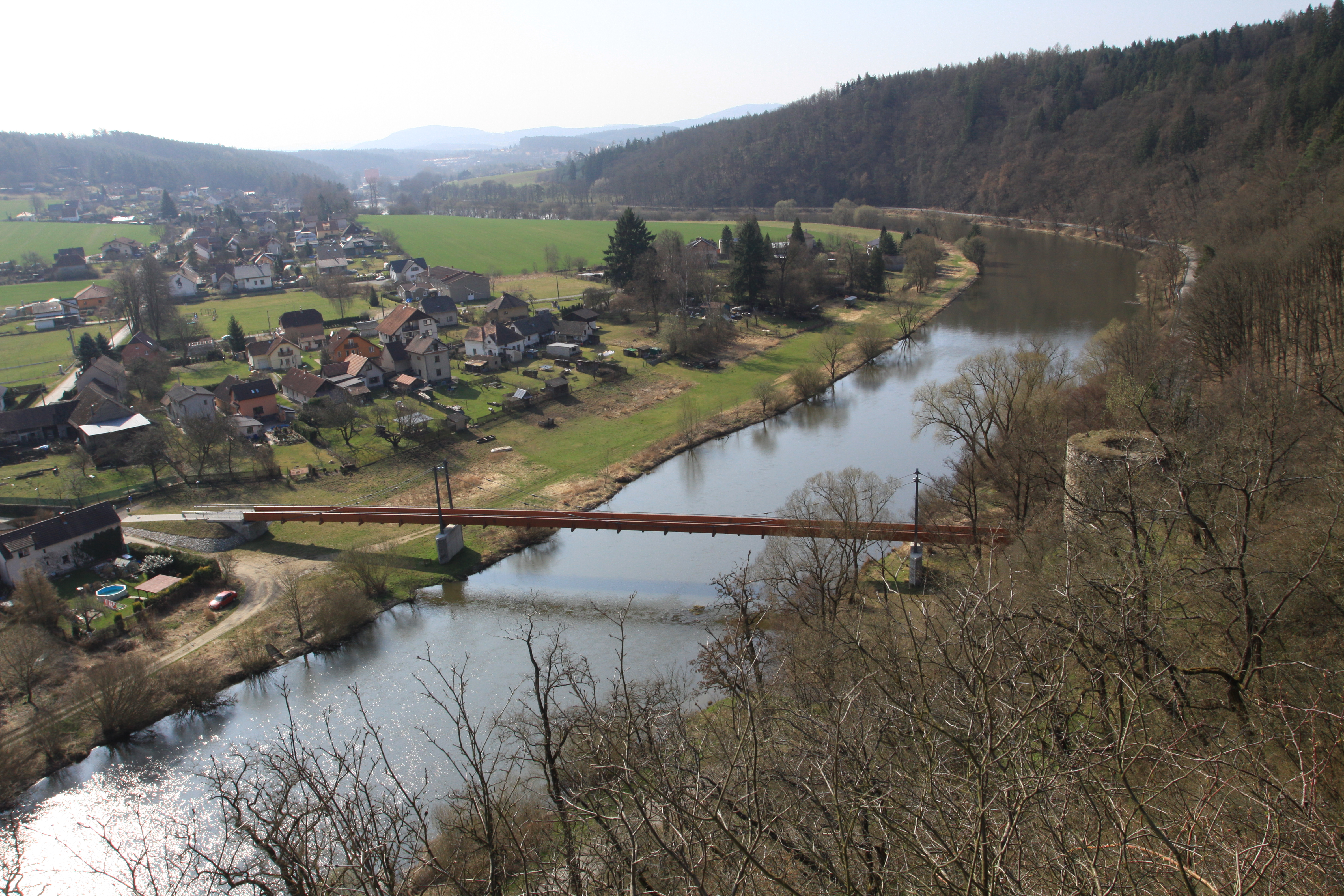
pohled z hradu na novou lávku pro cyklisty spojující rozcestí pod hradem s vesnicí na protějším břehu

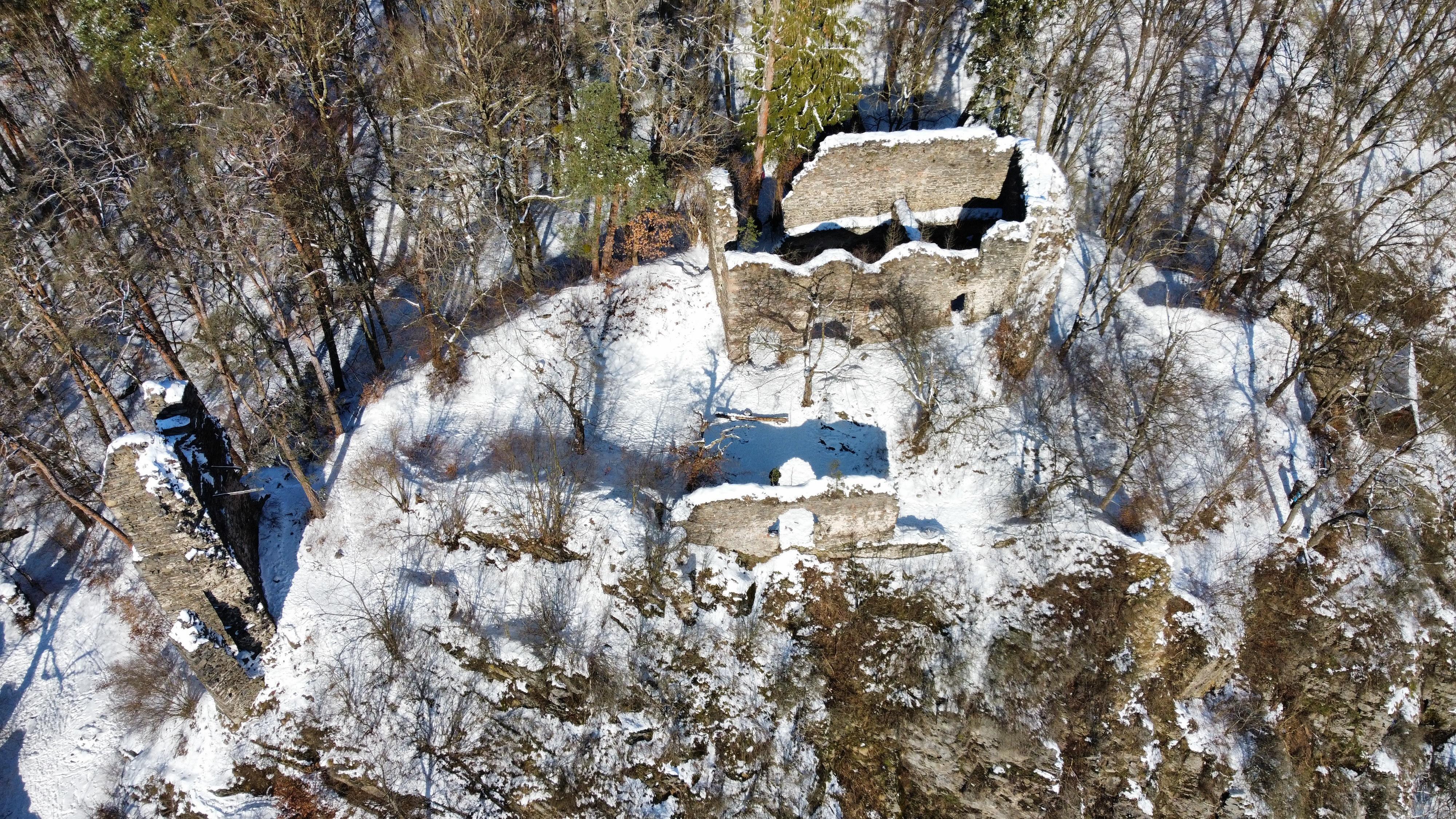
Letecký pohled v zimě

## Přístup
Hrad je přístupný po zeleně značené turistické trase, která na něj vede z Čakovic, dále po červené trase, která vede údolím Sázavy z Nespek nebo po modře značené trase z Týnce nad Sázavou. Pod hradem je také autobusová zastávka pražské linky č. 339 a menší parkoviště. Nově spojuje oba břehy řeky 143m unikátní visutá lávka pro pěší a cyklisty, otevřená v červenci 2015, kterou nechal postavit Středočeský kraj. Přes lávku a pod hradem vedou cyklistické trasy č. 1 a č. 19 (Praha — Brno a Zruč nad Sázavou — Davle).